# Indicatif régional 334

Carte de l'État de l'Alabama avec la région desservie par l'indicatif 334 en rouge.

L'indicatif régional 334 est l'indicatif téléphonique régional qui dessert le sud-est de l'État de l'Alabama aux États-Unis.
L'indicatif régional 334 fait partie du plan de numérotation nord-américain.

## Principales villes desservies par l'indicatif

Territoires des quatre premiers indicatifs régionaux de l'État de l'Alabama

- Montgomery
- Auburn-Opelika
- Dothan